# 洪晓瑜
洪晓瑜（1961年—），男，福建南安人，中国射电天文学家。曾任中国科学院上海天文台研究员、台长，现任中国科学院月球与深空探测总体部副主任。